# 4201 Orosz
A 4201 Orosz (ideiglenes jelöléssel 1984 JA1) a Naprendszer kisbolygóövében található aszteroida. Brian A. Skiff fedezte fel 1984. május 3-án.